# Chrysotachina infrequens
Chrysotachina infrequens là một loài ruồi trong họ Tachinidae.